# Linda Olofsson
Linda Susanne Olofsson, nach Heirat Linda Susanne Andersson (* 29. August 1972 in Piteå), ist eine ehemalige schwedische Schwimmerin. Sie gewann bei Kurzbahnweltmeisterschaften eine Silbermedaille und zwei Bronzemedaillen. Bei Europameisterschaften erhielt sie auf der 50-Meter-Bahn eine Goldmedaille und drei Silbermedaillen, auf der 25-Meter-Bahn wurde sie einmal Erste, sechsmal Zweite und zweimal Dritte.

## Sportliche Karriere
Die 1,78 Meter große Linda Olofsson schwamm für Södertälje Simsällskap und für Sundsvalls Simsällskap.
Bei den Olympischen Spielen 1992 in Barcelona belegte die schwedische 4-mal-100-Meter-Freistilstaffel in der Besetzung Eva Nyberg, Louise Karlsson, Ellenor Svensson und Malin Nilsson den siebten Platz. Im Vorlauf war Malin Nilsson geschont worden, dafür kam Linda Olofsson zu ihrem ersten Olympiaeinsatz. Drei Tage später erreichte Olofsson das B-Finale über 50 Meter Freistil und wurde 15. der Gesamtwertung. Im Dezember 1992 fanden die Sprinteuropameisterschaften in Espoo statt. Linda Olofsson gewann sowohl mit der 4-mal-50-Meter-Freistilstaffel als auch mit der 4-mal-50-Meter-Lagenstaffel die Silbermedaille hinter den Deutschen.
Bei den Europameisterschaften 1993 in Sheffield siegte in der 4-mal-100-Meter-Freistilstaffel das deutsche Quartett. Dahinter schlugen Ellenor Svensson, Linda Olofsson, Louise Jöhncke und Malin Nilsson vier Hundertstelsekunden vor den Russinnen an und erhielten Silber. Eine zweite Silbermedaille bekam Olofsson für ihren zweiten Platz über 50 Meter Freistil hinter der Deutschen Franziska van Almsick. Im November bei den Sprinteuropameisterschaften in Gateshead siegte Olofsson mit der Freistilstaffel und wurde mit der Lagenstaffel Zweite. Über 50 Meter Freistil gewann die Deutsche Sandra Völker vor Linda Olofsson. Im Dezember 1993 fanden die ersten Kurzbahnweltmeisterschaften in Palma de Mallorca statt. Olofsson erkämpfte über 50 Meter Freistil die Bronzemedaille hinter der Chinesin Le Jingyi und Angel Martino aus den Vereinigten Staaten. Die schwedische 4-mal-100-Meter-Freistilstaffel mit Ellenor Svensson, Linda Olofsson, Suzanne Lööv und Louise Jöhncke wurde Zweite hinter den Chinesinnen.
1994 bei den Weltmeisterschaften in Rom erreichte Olofsson nur mit der 4-mal-100-Meter-Freistilstaffel das Finale. Louise Jöhncke, Linda Olofsson, Ellenor Svensson und Malin Nilsson belegten in dieser Staffelentscheidung den siebten Platz mit über sechs Sekunden Rückstand auf die Bronzemedaille. Bei den Sprinteuropameisterschaften in Stavanger wurde Olofsson Zweite mit der Freistilstaffel und Dritte mit der Lagenstaffel.
Im August 1995 bei den Europameisterschaften in Wien wurde die 4-mal-100-Meter-Freistilstaffel mit Louise Jöhncke, Louise Karlsson, Linda Olofsson und Ellenor Svensson Zweite hinter den Deutschen und vor den Britinnen. Über 50 Meter Freistil gewann Olofsson den Titel, wobei sie 0,04 Sekunden vor Franziska van Almsick anschlug. Ende 1995 bei den Kurzbahnweltmeisterschaften in Rio de Janeiro wurde Olofsson Vierte über 50 Meter Freistil. Die 4-mal-100-Meter-Freistilstaffel mit Johanna Sjöberg, Louise Karlsson, Linda Olofsson und Louise Jöhncke erkämpfte die Bronzemedaille mit 0,18 Sekunden Vorsprung vor den Kanadierinnen. Die schwedische Lagenstaffel schwamm auf den vierten Platz.
Bei den Olympischen Spielen 1996 in Atlanta belegte Olofsson über 100 Meter Freistil den zweiten Platz im B-Finale und wurde damit Zehnte der Gesamtwertung. Die schwedische 4-mal-100-Meter-Freistilstaffel mit Linda Olofsson, Louise Jöhncke, Louise Karlsson und Johanna Sjöberg belegte den fünften Platz. Schließlich erreichte Olofsson das A-Finale über 50 Meter Freistil und wurde Sechste. 1996 wurden die Sprinteuropameisterschaften durch die Kurzbahneuropameisterschaften abgelöst. Bei den Kurzbahneuropameisterschaften 1996 in Rostock wurde Olofsson Zweite mit der Freistilstaffel und Dritte mit der Lagenstaffel.